# Міська галерея в будинку Ленбаха
Міська галерея у будинку Ленбаха (нім. Städtische Galerie im Lenbachhaus) — художній музей в Мюнхені. Знаходиться у віллі, що охороняється державою і належить Францу фон Ленбаху. Є пам'ятником архітектури, побудованим в період з 1887 по 1891 рр. за проектом Габрієля фон Зейделя, і перебудованою спочатку в 1927—1929 Гансом Гресселем, а потім в 1969—1972 Генріхом Фольбером і Рудольфом Тенессеном.

## Колекція
У музеї представлені в першу чергу роботи художників XVIII—XIX ст., що працювали в Мюнхені: Яна Полака, Крістофа Шварца, Жоржа Лемере («Графиня Гольштейн», 1754), Вільгельма фон Кобелля, Йоганна Георга фон Дилліса, Карла Ротмана, Карла Шпіцвега, Едуарда Шлейха, Карла Теодора фон Пілоті, Франца фон Штука, Франца фон Ленбаха, Фрідріха Августа фон Каульбаха, Вільгельма Лейбля, Вільгельма Трюбнера і Ганса Тома. У північному крилі Ленбахгауза розмістилися роботи художників XIX ст. з так званого кола мюнхенської школи.
У музеї демонструються також роботи художників-учасників мюнхенського Сецессіона, заснованого в 1892: Ловіса Корінта, Макса Слефогта і Фріца фон Уде.
Свою міжнародну славу музей здобув проте завдяки зібранням робіт, створених художньою групою «Синій вершник»: Олексія Явленського, Василя Кандинського, Габріели Мюнтер, Франца Марка, Августа Маке, Маріани Верьовкіної і Пауля Клеє.
У Міській галереї Ленбаха також представлені роботи художнього напряму «Нова речовинність»: Кристіана Шада, Рудольфа Шліхтера та ін.
Музей приймає також тимчасові виставки. З 1970-х вони знайомлять публіку з найбільш значними тенденціями і явищами в живописі, а також творчістю сучасних вітчизняних і зарубіжних художників. У питаннях придбання нових експонатів музей орієнтується на збиранні творів окремих художників. Видатним придбанням музею стала інсталяція «Покажи свою рану» (нім. Zeige deine Wunde) Йозефа Бойса.
В музеї знаходяться інсталяції і зібрання творів Марини Абрамович і Улая, Денніса Адамса, Франца Аккермана, Кристіана Болтанські, Мела Бохнера, Пабло Бронштейна, Клауса фом Бруха, Лоуренса Вайнера, Ервіна Вурма, Рупрехта Гейгера, Ізи Генцкен, Лайама Гілліка, Ганса Гофмана, Катаріни Гроссе, Томаса Деманда, Віллі Доерті, Міхаеля Зайльшторфера, Катаріни Зівердінг, Лейко Ікемура, Асгера Йорна, Ельсуорта Келлі, Ансельма Кіфера, Давід Клербут, Альфреда Колера, Ловіса Корінта, Джеймса Коулмана, Марії Лассніг, Сола Левітта, Міхаели Меліан, Герхарда Мерца, Сари Морріс, Мауріціо Наннуччі, Марселя Оденбаха, Романа Опалки, Зігмара Польке, Арнульфа Райнера, Герхарда Ріхтера, Ульрікі Розенбах, Річарда Серра, Шона Скаллі, Джеймса Таррелла, Вольфганга Тільманса, Енді Уорхола, Дена Флавіна, Сіл Флойер, Гюнтера Форга, Гюнтера Фрутрунка, Михаеля Хайцера, Гері Гілл, Джені Хольцер, Андреаса Хофера, Штефана Хубера, Геррі Шума, Олафура Еліассона, Гаріса Епамінонди, віденських акціоністів і Мартіна Верля.
З березня 2009 до травня 2013 музей був закритий для відвідування через капітальний ремонт. Проект реконструкції вілли був виконаний архітектурним бюро Нормана Фостера. Лише нове освітлення — плід спільної праці архітектора Н. Фостера і художника Олафура Еліассона — обійшлося в 2 млн євро.
Про відкриття музею після реконструкції в спеціальному відеорепортажі повідомила медіакомпанія «Німецька хвиля»

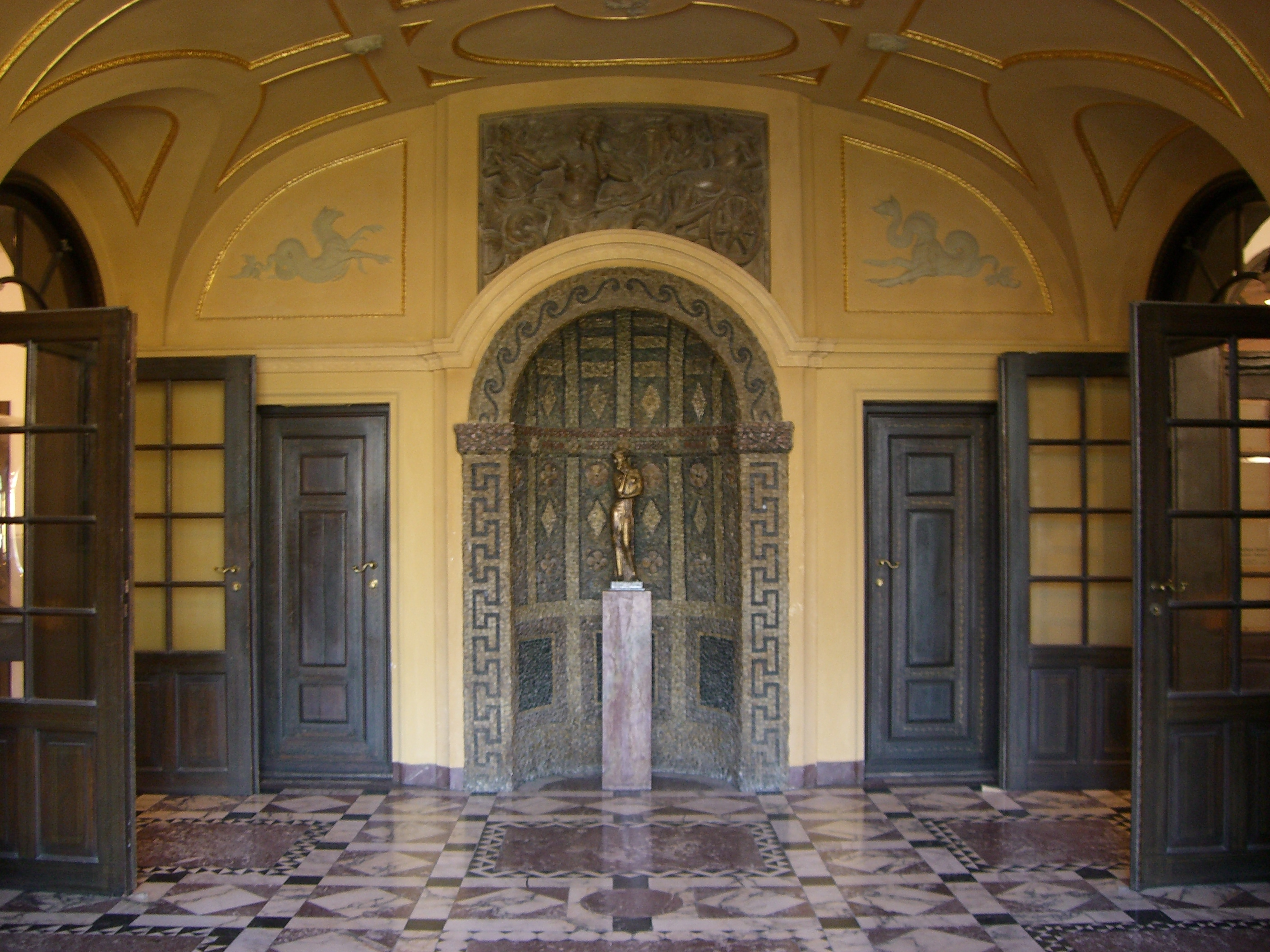
Вестибюль музею
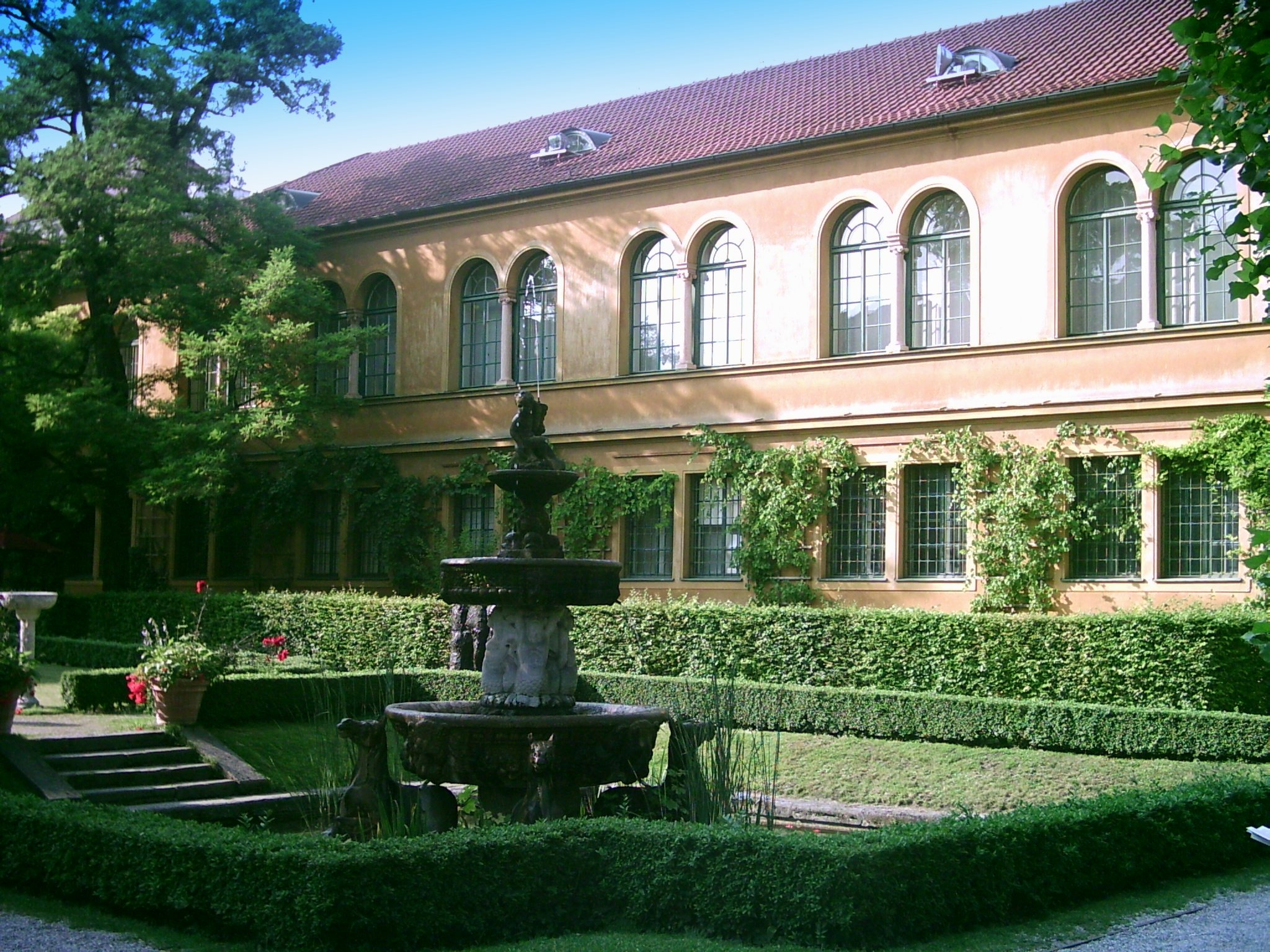
Північне крило музею

## Галерея

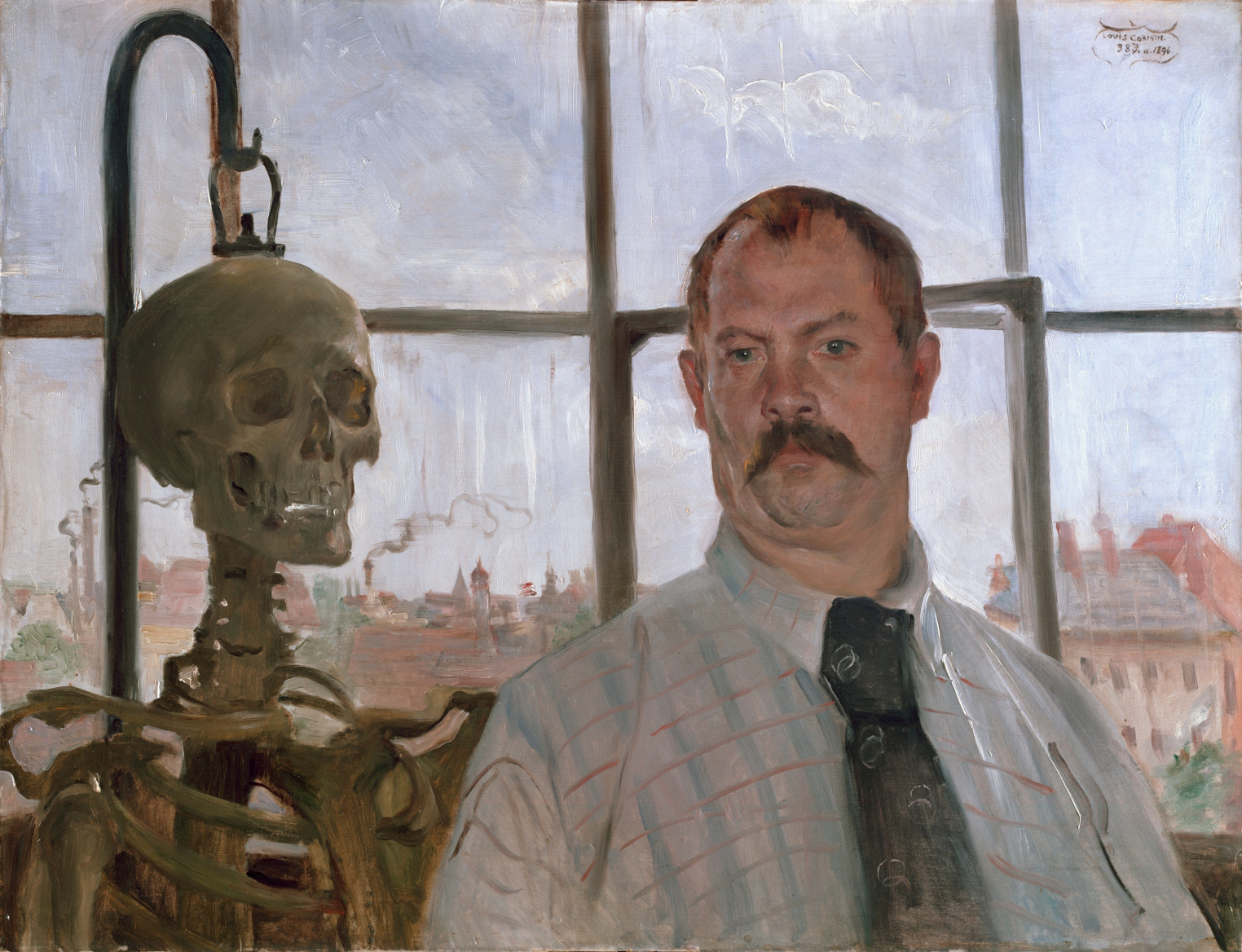
Ловіс Корінт. Автопортрет із скелетом, 1896
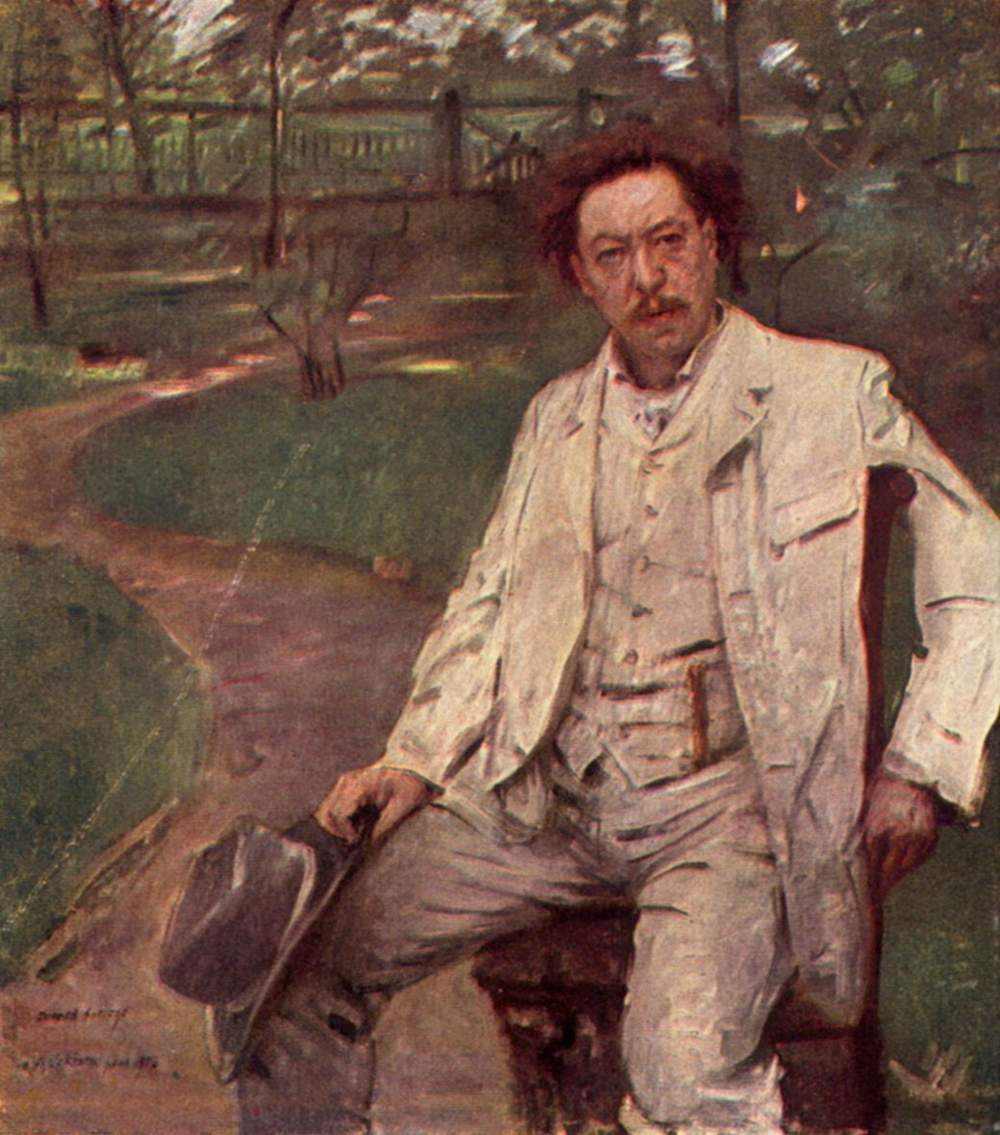
Ловис Коринт. Портрет піаніста Конрада Анзорге, 1903
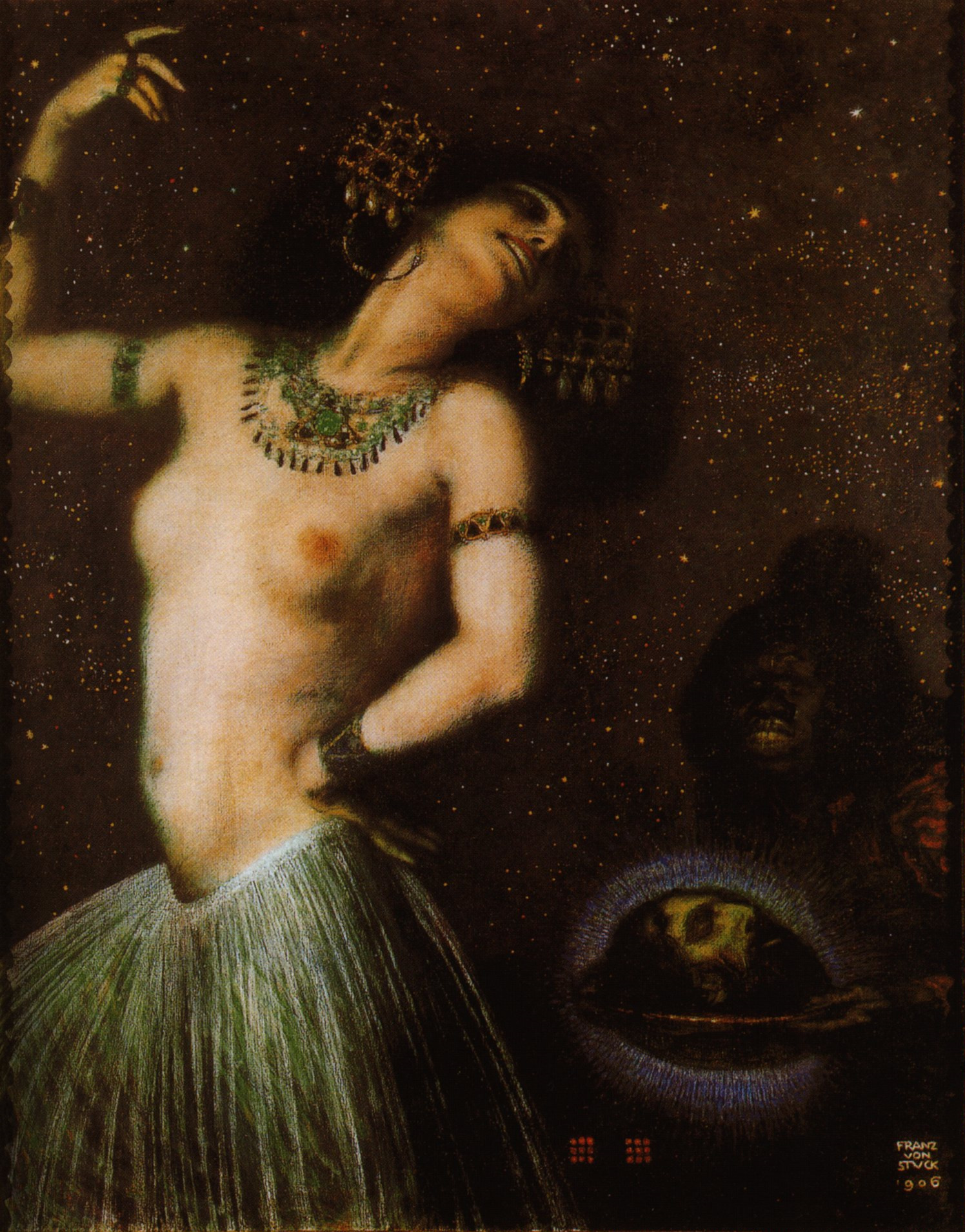
Франц фон Штук. Соломія, 1906
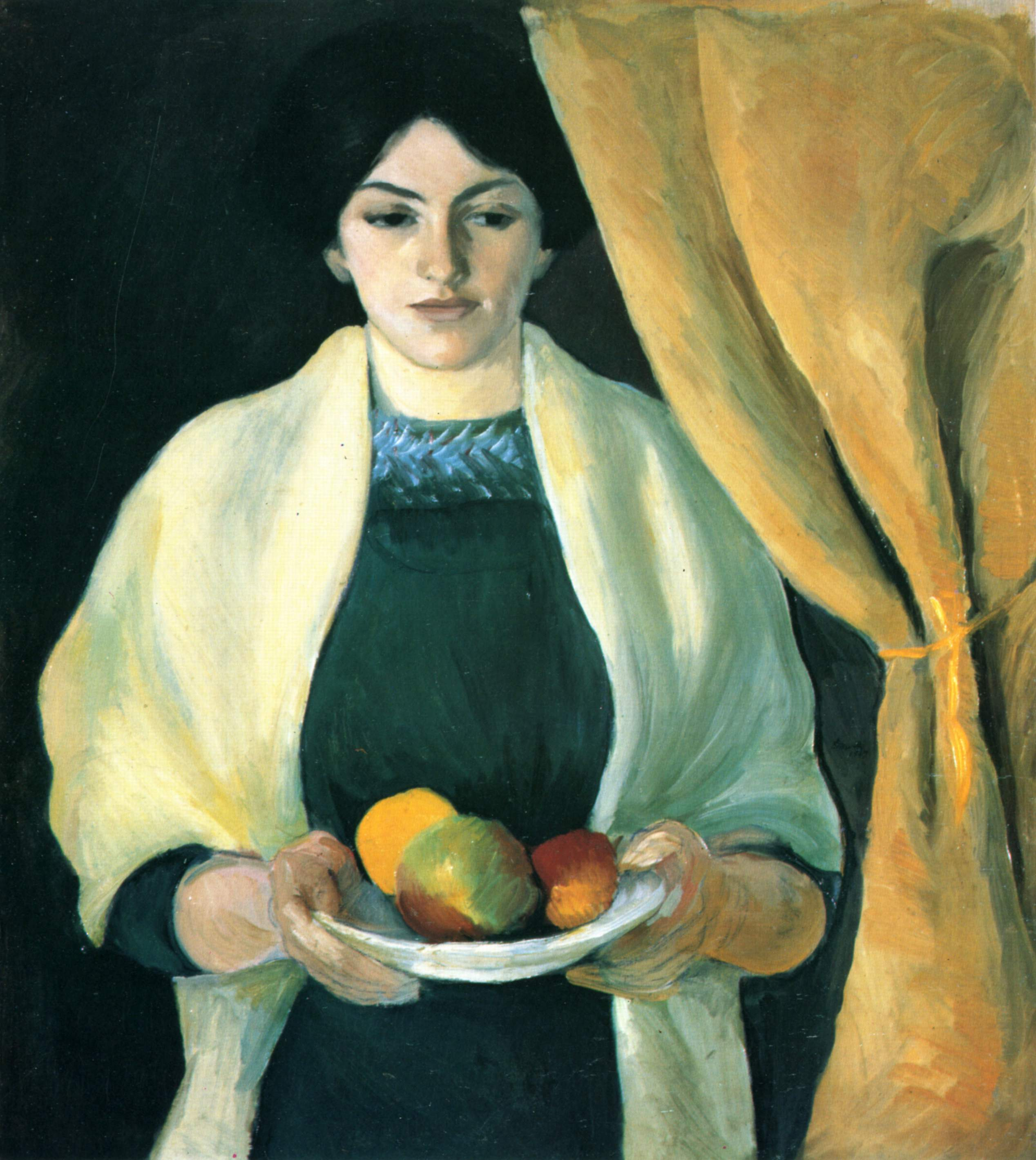
Август Маке. Портрет з яблуками, 1909
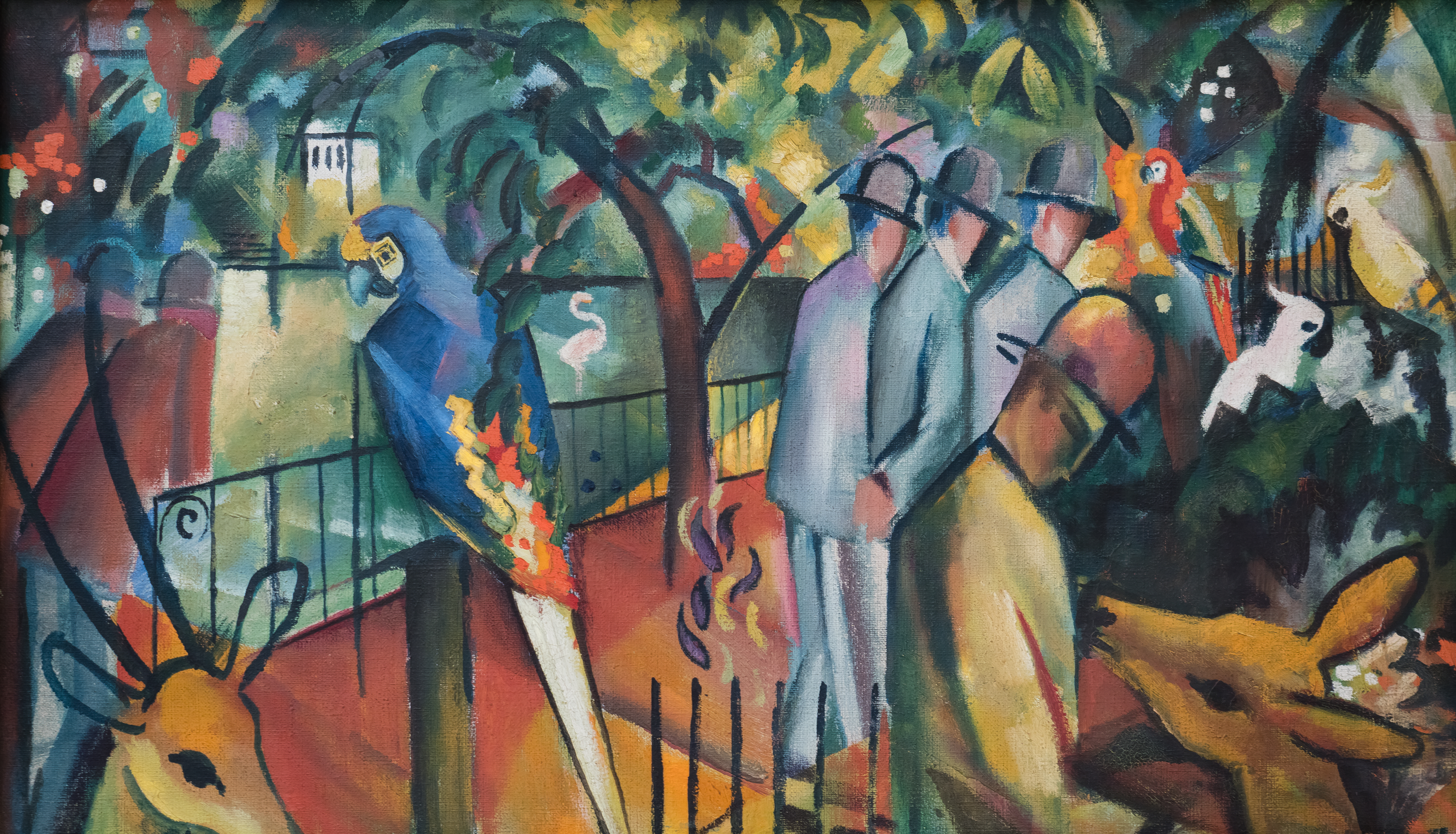
Август Маке. Зоологічний сад I, 1912
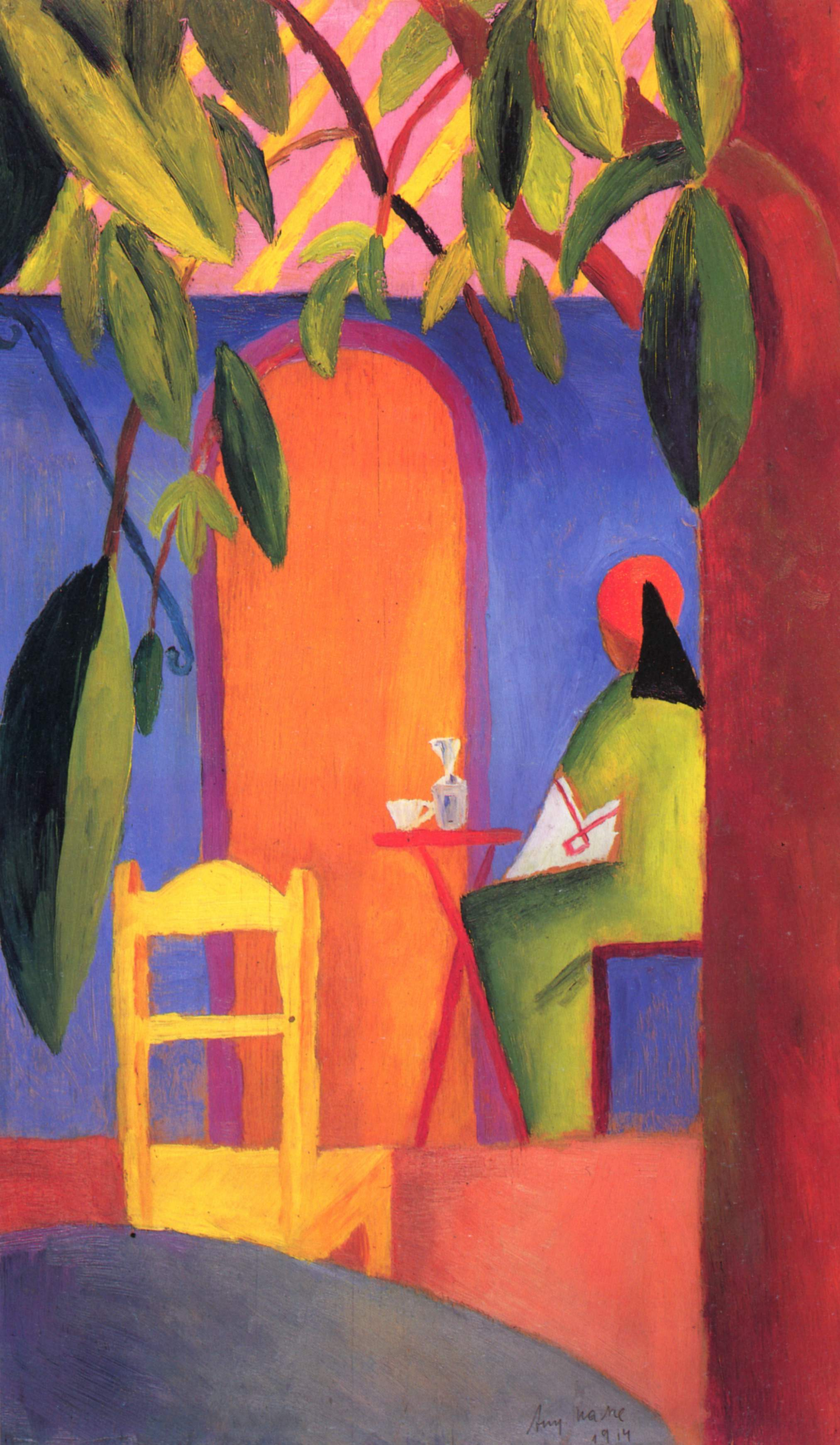
Август Маке. Турецьке кафе, 1914
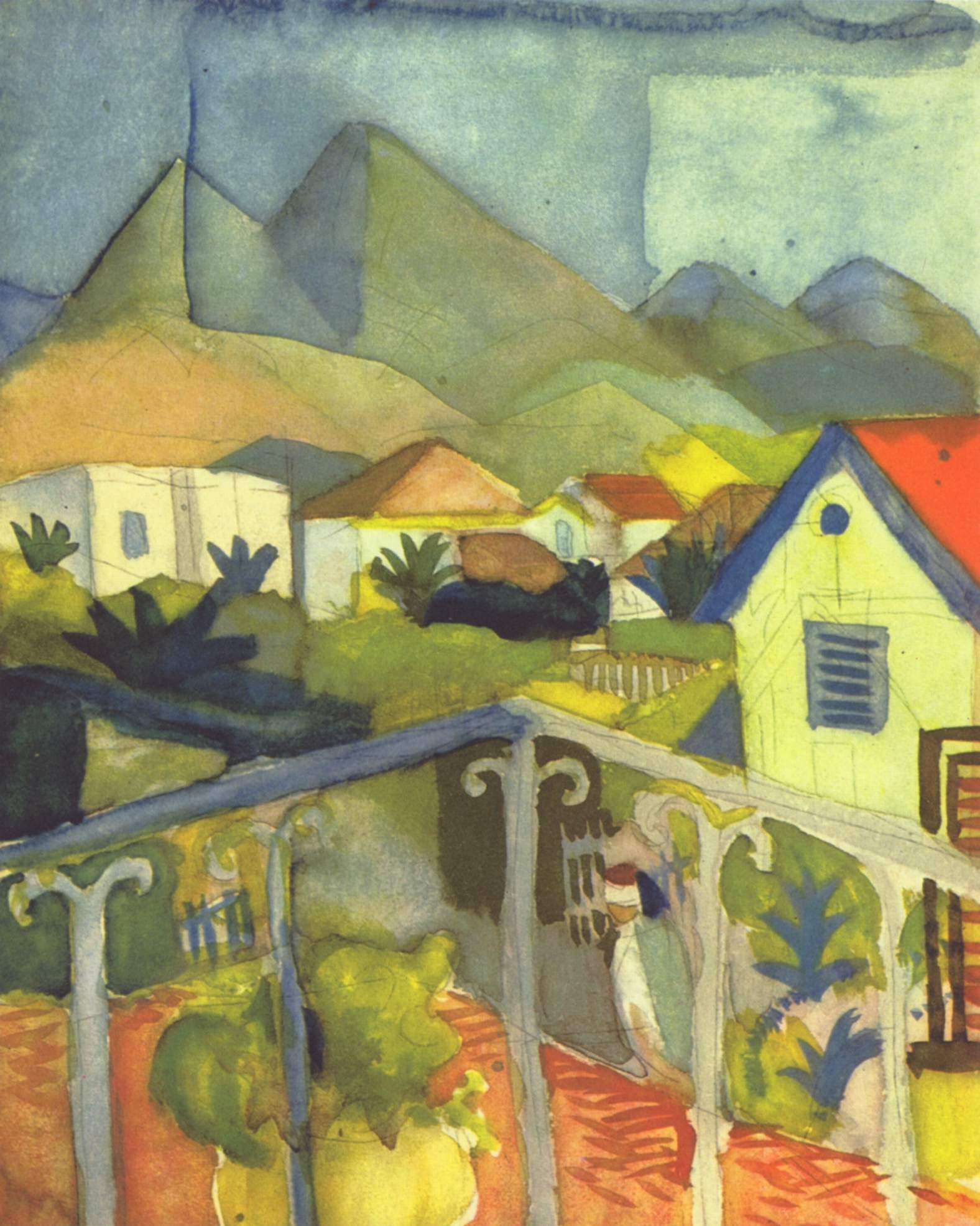
Август Маке. Сен-Жермен поблизу Тунісу, 1914
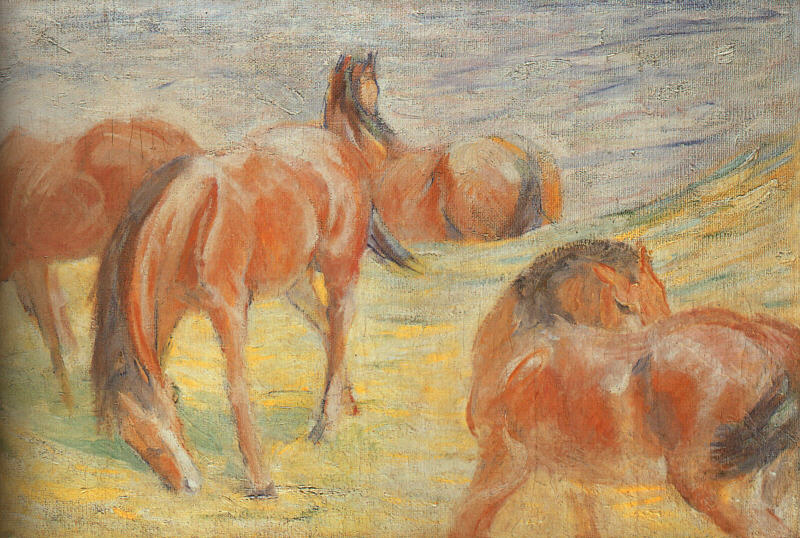
Франц Марк. Коні на пасовищі, 1910
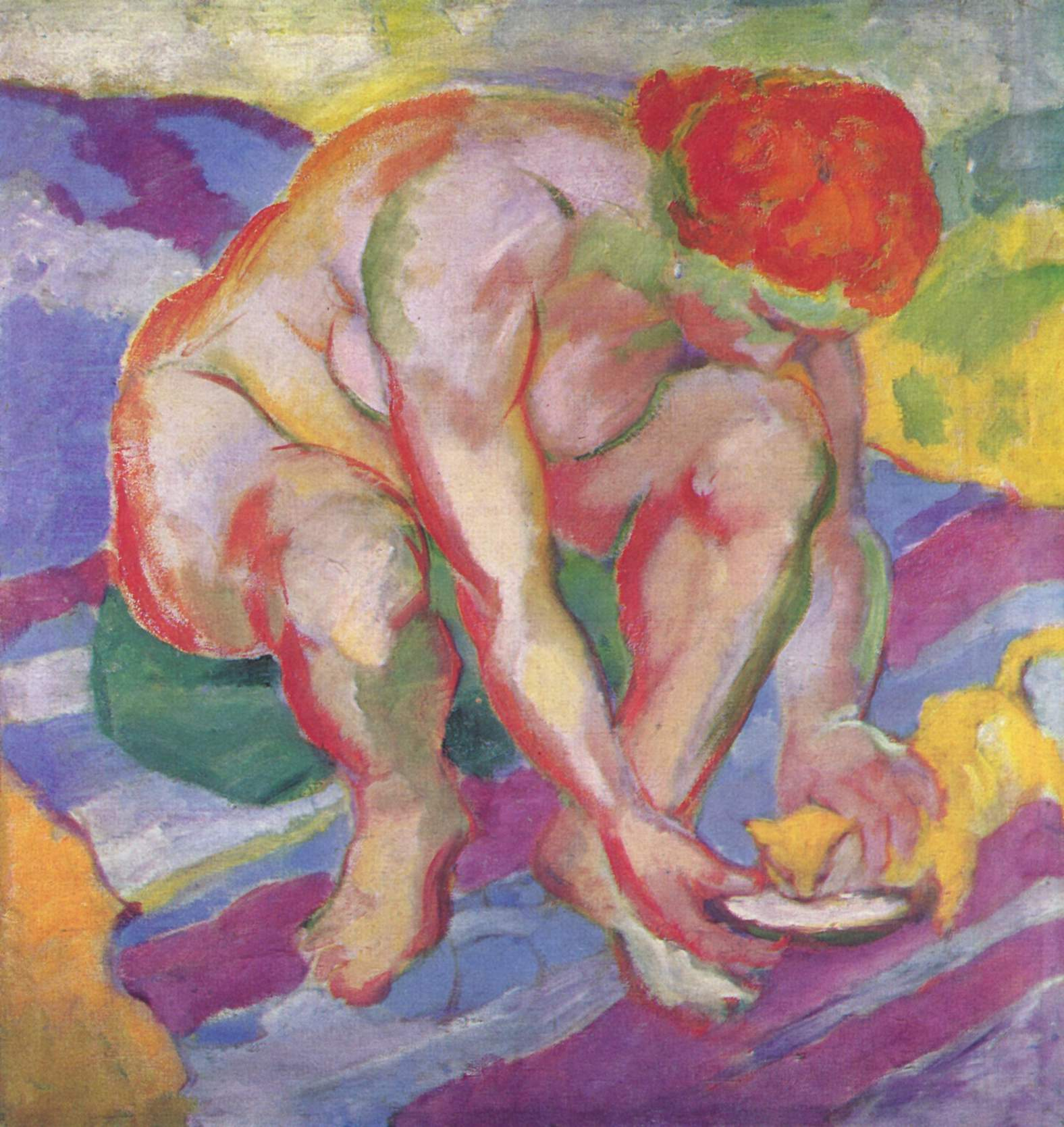
Франц Марк. Ню з кішкою, 1910
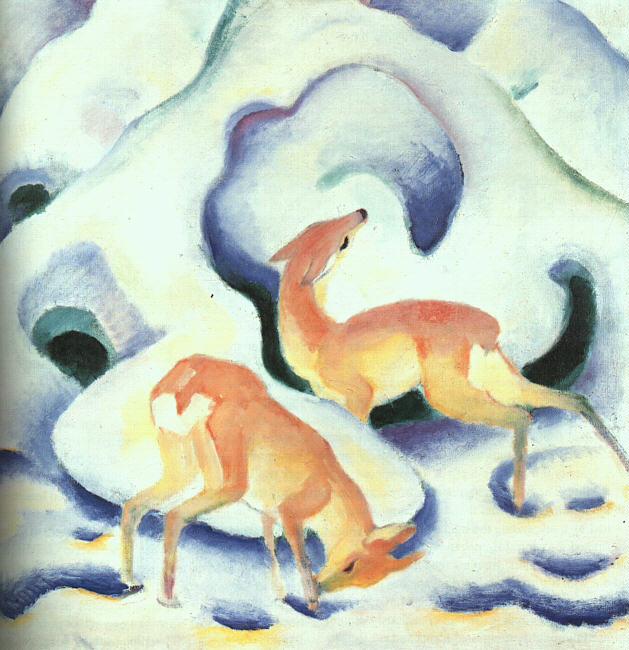
Франц Марк. Козулі на снігу, 1911
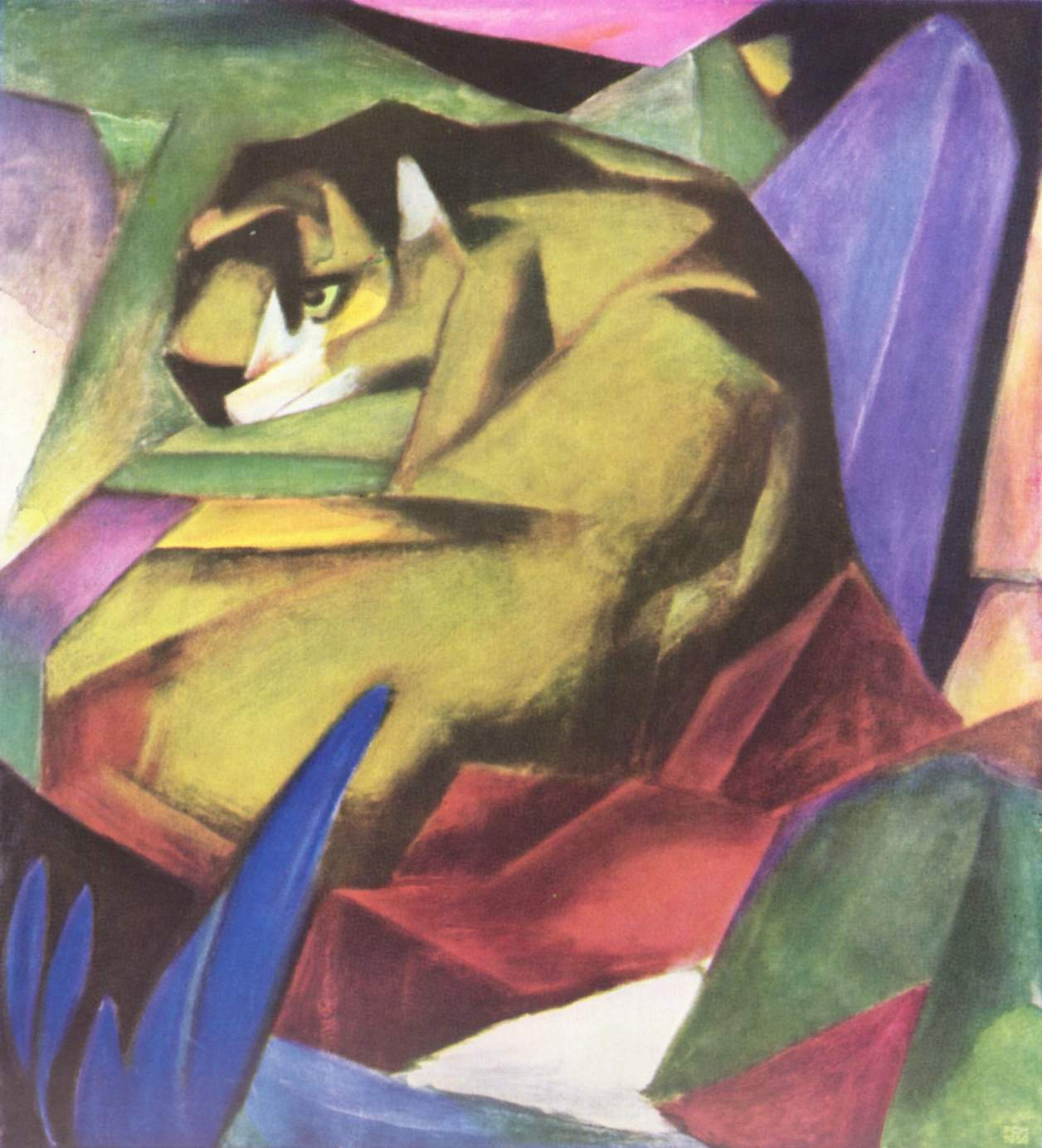
Франц Марк. Тигр, 1912
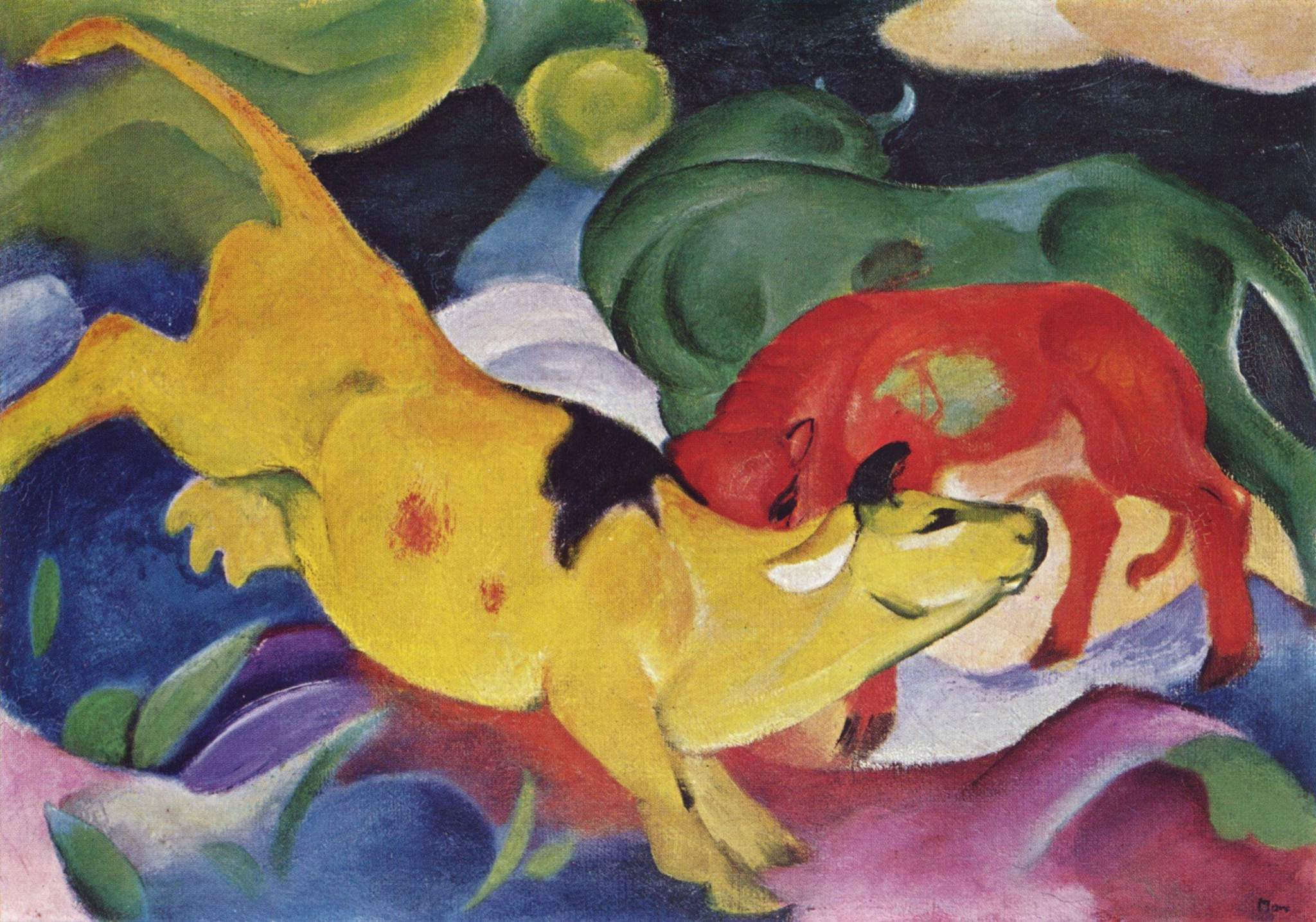
Франц Марк. Жовто-червоно-зелені корови, 1912
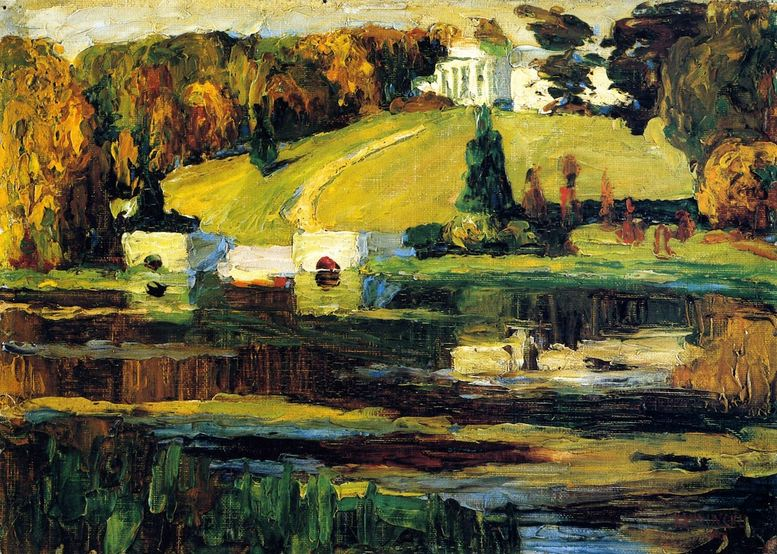
Василь Кандинський. Охтирка, 1901
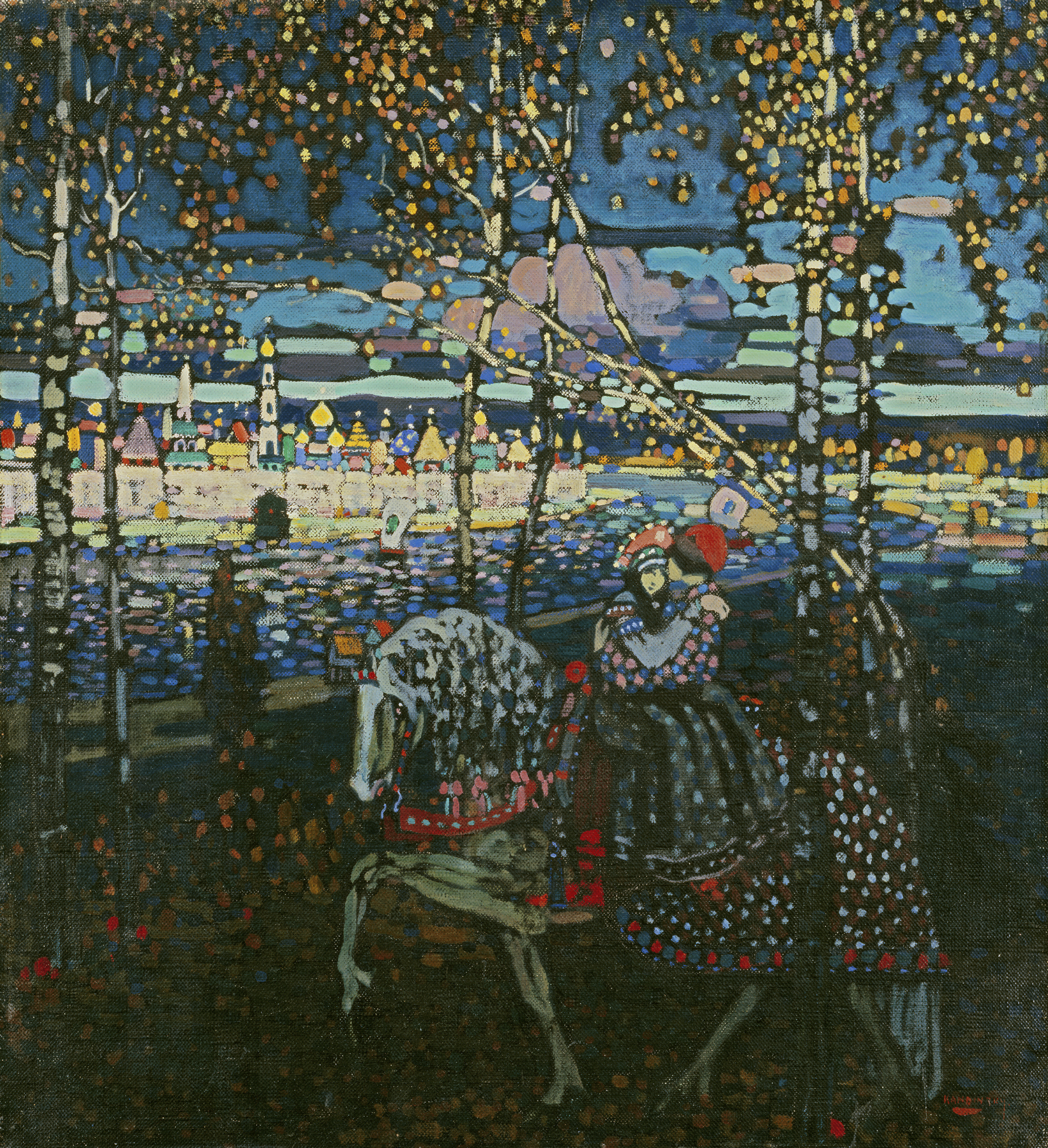
Василь Кандинський. Пара на коні, 1906–1907
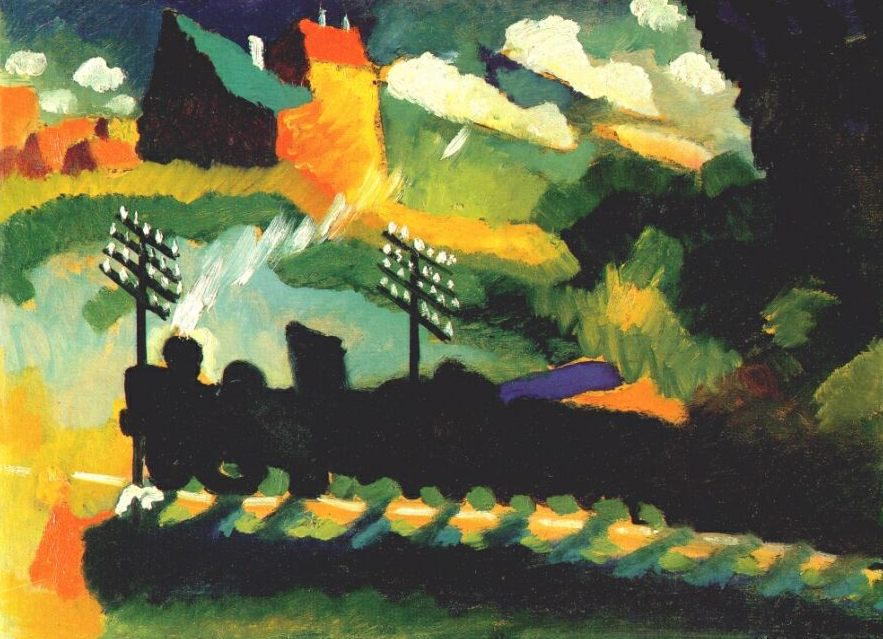
Василь Кандинський. Мурнау, потяг і замок, 1909
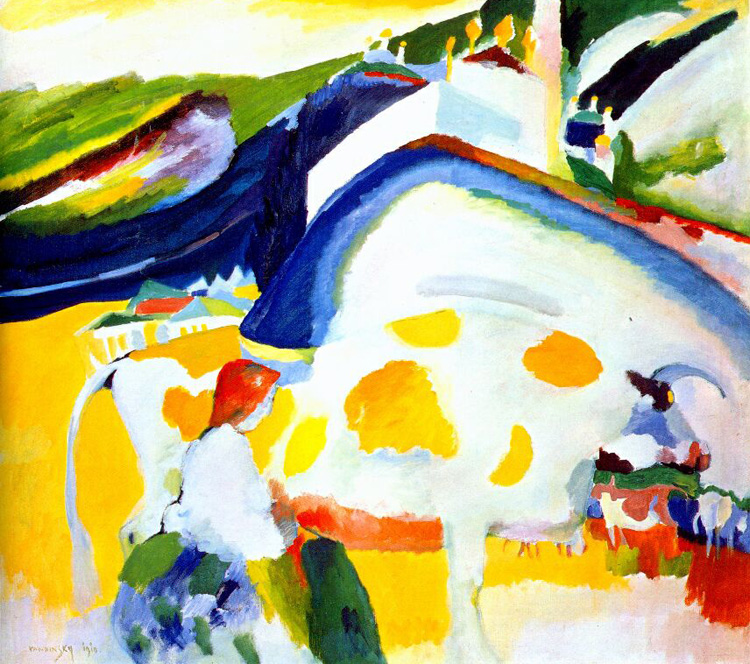
Василь Кандинський. Корова, 1910

## Ресурси Інтернету
- Вікісховище має мультимедійні дані за темою: Ленбаххаус